# سوق أسبوعية

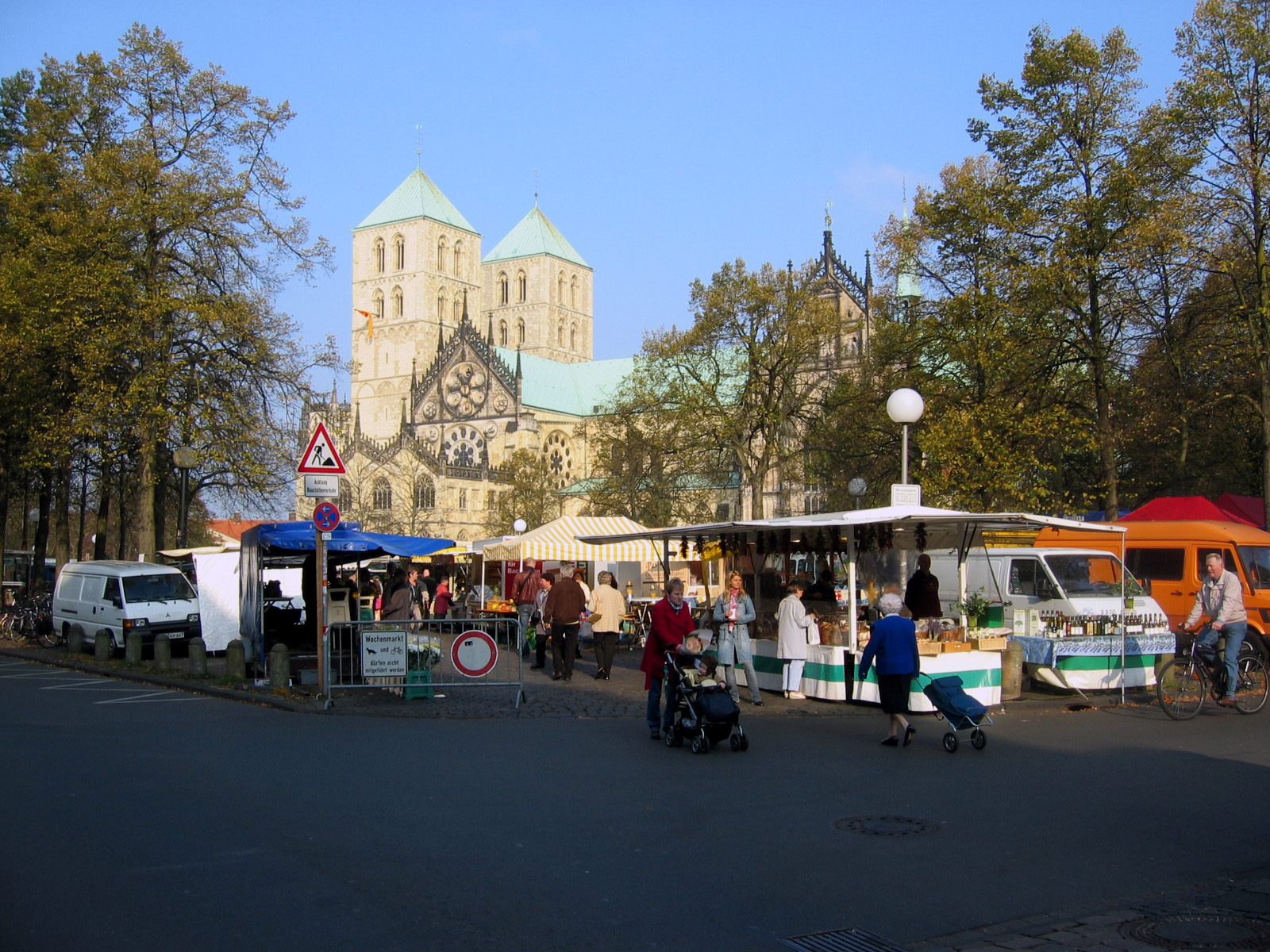
تنظم عمل الأسواق الأسبوعية في الدول الأوروبية قوانين وتخصص لها أماكن في منتصف المدن (في الصورة بجوار كاتدرائية مونستر) وتكون مخصصة للمشاة وتحدد مكاتب التخطيط البلدية نمط وطبع أكشاك البيع.

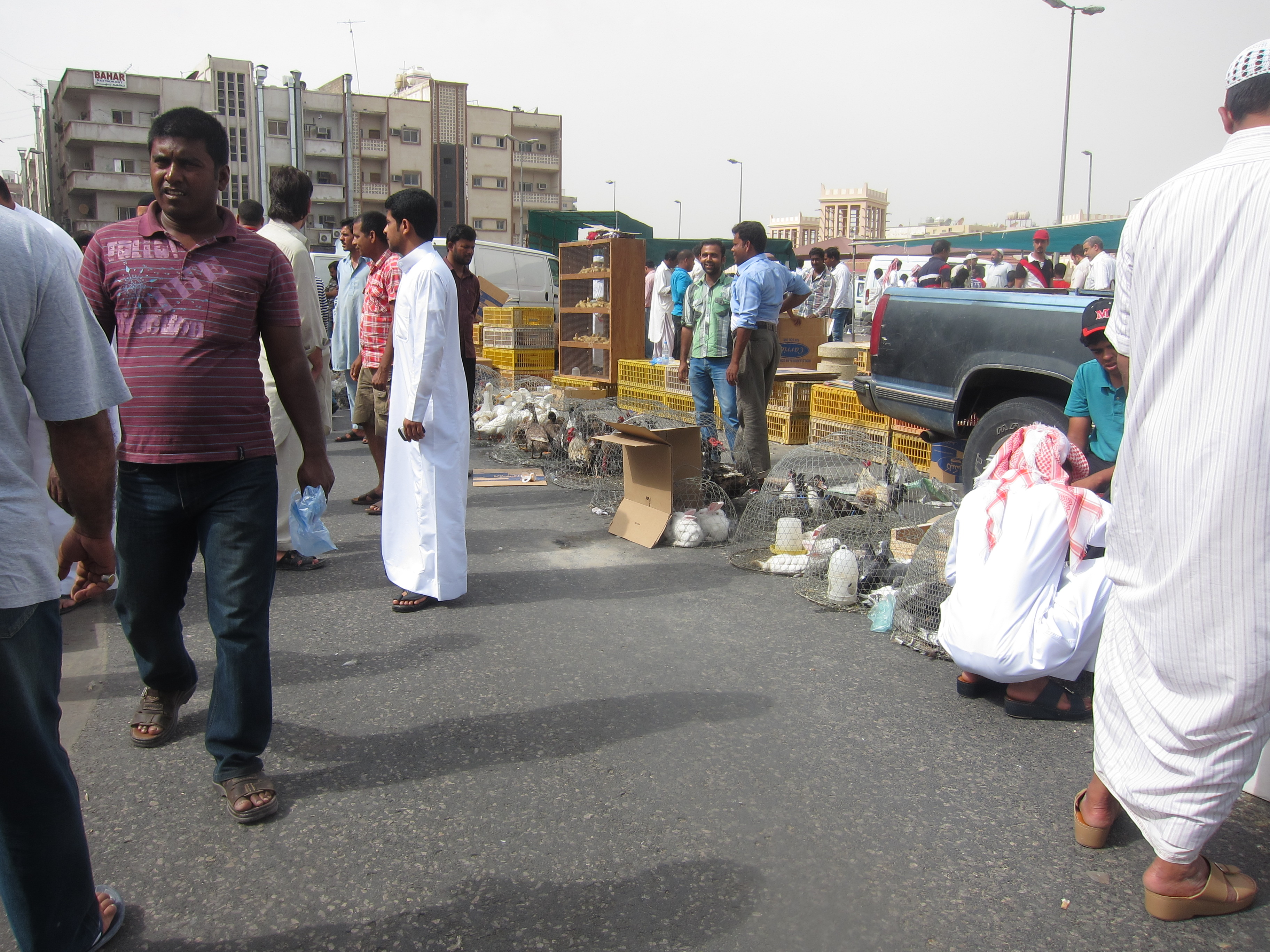
سوق الجمعة بمدينة الدمام السعودية.

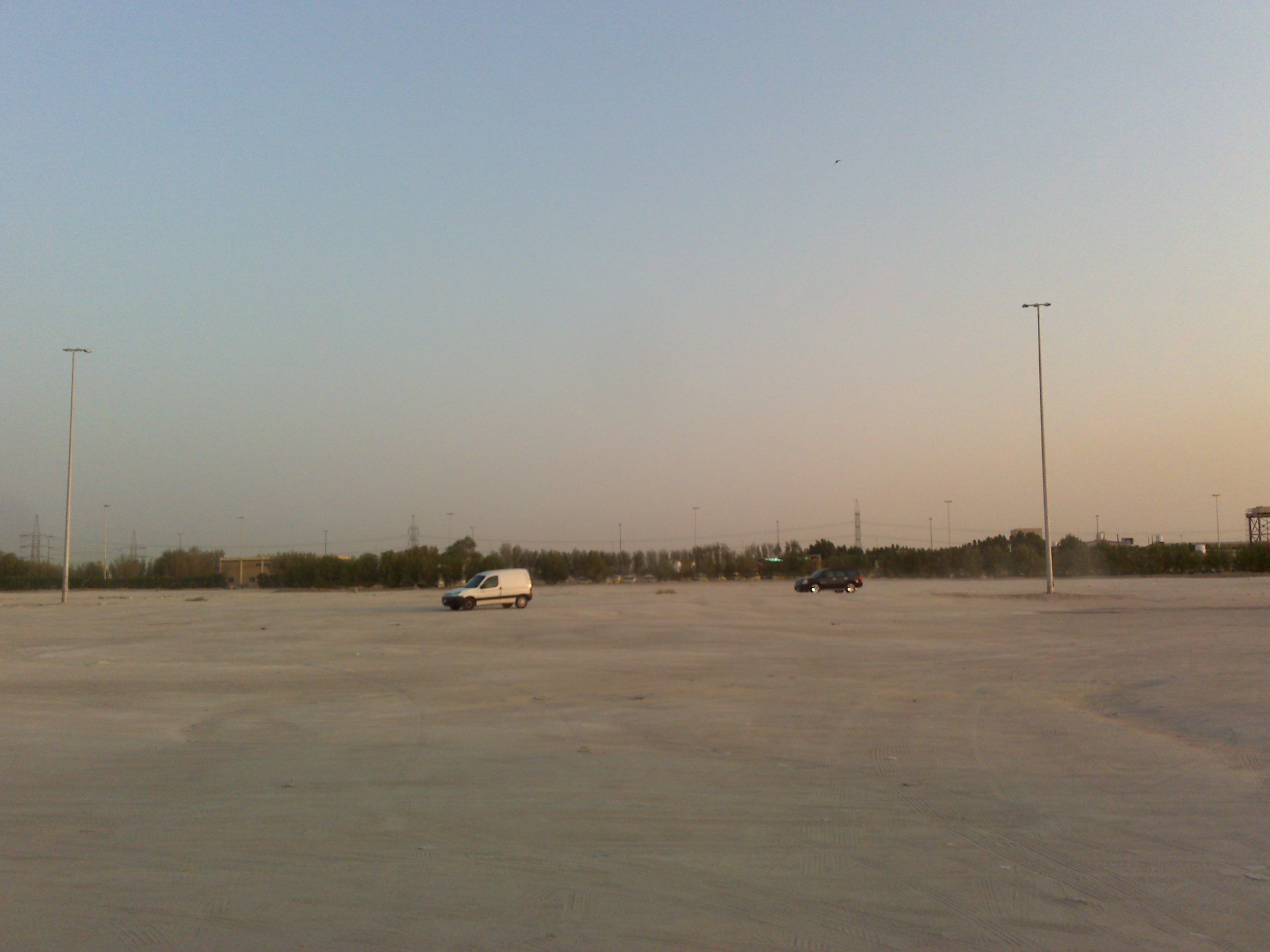
أرض فضاء مخصصة لسوق الجمعة بمدينة الكويت

السوق الأسبوعي هو سوق يقام مرة واحدة في الأسبوع، وهي ظاهرة موجودة في معظم أنحاء العالم، ويُعرف السوق باسم اليوم الذي يقام فيه، كما قد تسمى على اسمه المنطقة المحيطة حي كان أم بلدة:
- سوق الإثنين
- سوق الثلاثاء
- سوق الأربعاء
- سوق الخميس
- سوق الجمعة
- سوق السبت
- سوق الأحد.[1][2][3]